# Marele Premiu al Statelor Unite
Marele Premiu al Statelor Unite ale Americii este o cursă organizată anual în Austin, Statele Unite care face parte din calendarul Formulei 1. Prima cursă a avut loc în 1908.

## Istoric

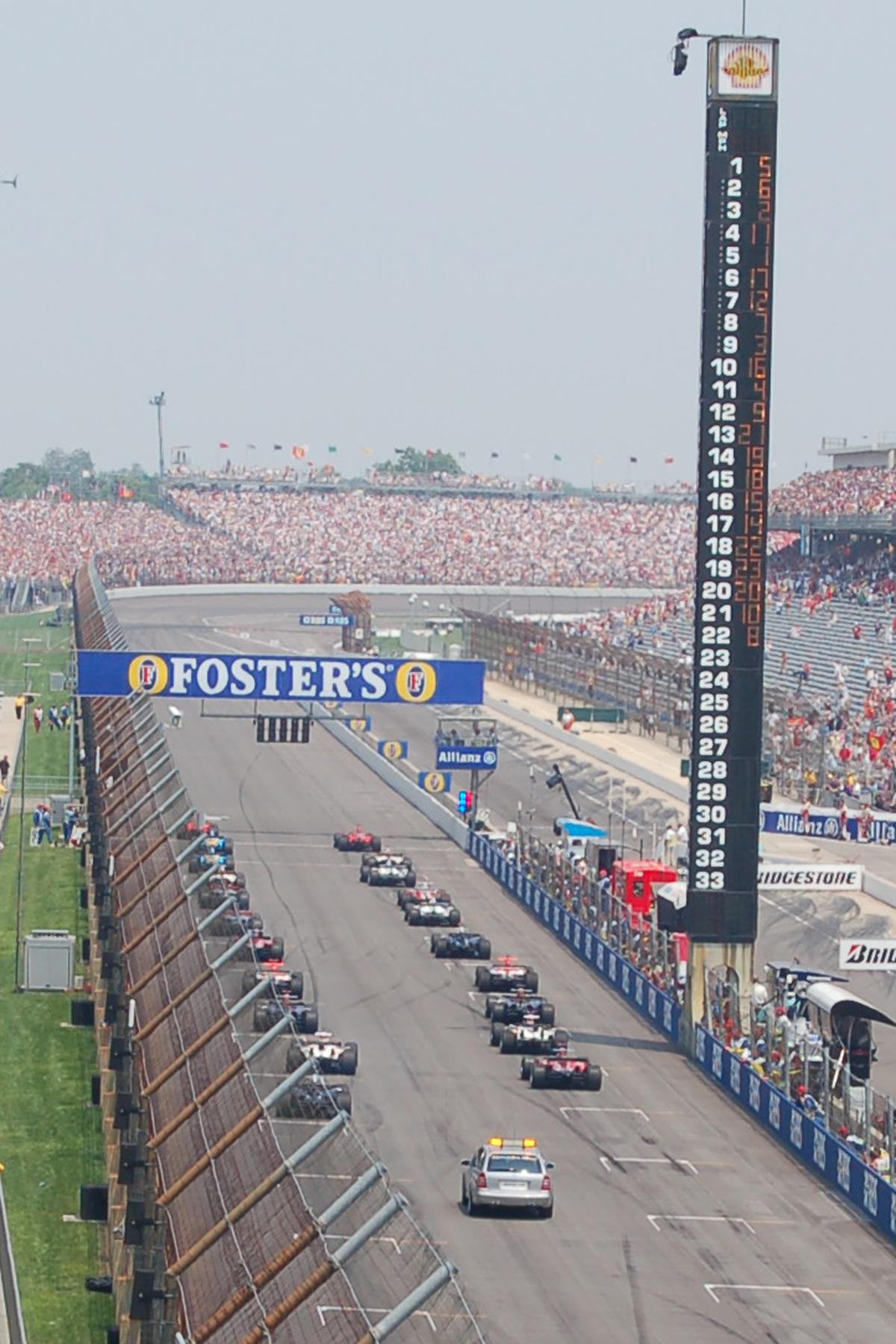
Începutul cursei din.

Marele Premiu al Statelor Unite ale Americii datează de la începutul anilor 1900, când a fost cunoscut ca Marele Premiu (The Grand Prize) și s-a desfășurat pe pistele din Long Island (New York) și Savannah (Georgia). Cealaltă cursă automobilistică din America, Indianapolis 500, își are începuturile încă din această perioadă. Indy 500 a fost, de asemenea, una dintre cursele inaugurale din primii 11 ani ai Formula 1 modern (1950-60). După, Circuitul Watkins Glen de lângă New York și-a stabilit un loc solid în calendarul F1 timp de 20 de ani consecutivi, între 1961-80.
El a revenit în 1989, de această dată pe un circuit stradal din Phoenix, Arizona. După trei curse slab urmărite, F1 a dispărut din SUA timp de aproape 10 ani. A revenit în 2000 la o versiune modificată a celebrului oval Indianapolis, care a inclus o serie de colțuri interioare. Deși inițial reușită și o mare atragere pentru fani, cursa a fost marcată de controverse, inclusiv cursa din 2005, când doar șase mașini au luat startul din cauza unei dispute privind pneurile. După ultima cursă din 2007, SUA a rămas din nou fără vreo cursă în F1.
În 2010, Tavo Hellmund, un originar din Austin, și fost șofer de curse, a anunțat pentru prima dată planurile de a construi un nou circuit de Formula 1 amplasat special (proiectat de Hermann Tilke) la marginea Austin. Bernie Ecclestone i-a acordat lui Hellmund și investitorilor săi un contract de zece ani pentru a pune în scenă Marele Premiu al Statelor Unite din 2012. În ciuda unor întârzieri și dispute contractuale, circuitul a fost finalizat cu un cost de aproximativ 400 de milioane USD, și a primit 114.429 de fani pentru cursa sa inaugurală din noiembrie 2012.

## Edițiile Marelui Premiu al Statelor Unite (Formula 1)
| An          | Pole position      | Cel mai rapid tur   | Pilotul câștigător | Constructorul câștigător   | Circuit           | Raport            |
| ----------- | ------------------ | ------------------- | ------------------ | -------------------------- | ----------------- | ----------------- |
| 2024        | Lando Norris       | Esteban Ocon        | Charles Leclerc    | Ferrari                    | Austin            | Raport            |
| 2023        | Charles Leclerc    | Yuki Tsunoda        | Max Verstappen     | Red Bull Racing-Honda RBPT | Austin            | Raport            |
| 2022        | Carlos Sainz Jr.   | George Russell      | Max Verstappen     | Red Bull Racing-RBPT       | Austin            | Raport            |
| 2021        | Max Verstappen     | Lewis Hamilton      | Max Verstappen     | Red Bull Racing-Honda      | Austin            | Raport            |
| 2020        | Nu s-a desfășurat  | Nu s-a desfășurat   | Nu s-a desfășurat  | Nu s-a desfășurat          | Nu s-a desfășurat | Nu s-a desfășurat |
| 2019        | Valtteri Bottas    | Charles Leclerc     | Valtteri Bottas    | Mercedes                   | Austin            | Raport            |
| 2018        | Lewis Hamilton     | Lewis Hamilton      | Kimi Räikkönen     | Ferrari                    | Austin            | Raport            |
| 2017        | Lewis Hamilton     | Sebastian Vettel    | Lewis Hamilton     | Mercedes                   | Austin            | Raport            |
| 2016        | Lewis Hamilton     | Sebastian Vettel    | Lewis Hamilton     | Mercedes                   | Austin            | Raport            |
| 2015        | Nico Rosberg       | Nico Rosberg        | Lewis Hamilton     | Mercedes                   | Austin            | Raport            |
| 2014        | Nico Rosberg       | Sebastian Vettel    | Lewis Hamilton     | Mercedes                   | Austin            | Raport            |
| 2013        | Sebastian Vettel   | Sebastian Vettel    | Sebastian Vettel   | Red Bull Racing-Renault    | Austin            | Raport            |
| 2012        | Sebastian Vettel   | Sebastian Vettel    | Lewis Hamilton     | McLaren-Mercedes           | Austin            | Raport            |
| 2011 – 2008 | Nu s-a desfășurat  | Nu s-a desfășurat   | Nu s-a desfășurat  | Nu s-a desfășurat          | Nu s-a desfășurat | Nu s-a desfășurat |
| 2007        | Lewis Hamilton     | Kimi Räikkönen      | Lewis Hamilton     | McLaren-Mercedes           | Indianapolis      | Raport            |
| 2006        | Michael Schumacher | Michael Schumacher  | Michael Schumacher | Ferrari                    | Indianapolis      | Raport            |
| 2005        | Jarno Trulli       | Michael Schumacher  | Michael Schumacher | Ferrari                    | Indianapolis      | Raport            |
| 2004        | Rubens Barrichello | Rubens Barrichello  | Michael Schumacher | Ferrari                    | Indianapolis      | Raport            |
| 2003        | Kimi Räikkönen     | Michael Schumacher  | Michael Schumacher | Ferrari                    | Indianapolis      | Raport            |
| 2002        | Michael Schumacher | Rubens Barrichello  | Rubens Barrichello | Ferrari                    | Indianapolis      | Raport            |
| 2001        | Michael Schumacher | Juan Pablo Montoya  | Mika Häkkinen      | McLaren-Mercedes           | Indianapolis      | Raport            |
| 2000        | Michael Schumacher | David Coulthard     | Michael Schumacher | Ferrari                    | Indianapolis      | Raport            |
| 1999 – 1992 | Nu s-a desfășurat  | Nu s-a desfășurat   | Nu s-a desfășurat  | Nu s-a desfășurat          | Nu s-a desfășurat | Nu s-a desfășurat |
| 1991        | Ayrton Senna       | Jean Alesi          | Ayrton Senna       | McLaren-Honda              | Phoenix           | Raport            |
| 1990        | Gerhard Berger     | Gerhard Berger      | Ayrton Senna       | McLaren-Honda              | Phoenix           | Raport            |
| 1989        | Ayrton Senna       | Ayrton Senna        | Alain Prost        | McLaren-Honda              | Phoenix           | Raport            |
| 1988 – 1981 | Nu s-a desfășurat  | Nu s-a desfășurat   | Nu s-a desfășurat  | Nu s-a desfășurat          | Nu s-a desfășurat | Nu s-a desfășurat |
| 1980        | Bruno Giacomelli   | Alan Jones          | Alan Jones         | Williams-Ford              | Watkins Glen      | Raport            |
| 1979        | Alan Jones         | Nelson Piquet       | Gilles Villeneuve  | Ferrari                    | Watkins Glen      | Raport            |
| 1978        | Mario Andretti     | Jean-Pierre Jarier  | Carlos Reutemann   | Ferrari                    | Watkins Glen      | Raport            |
| 1977        | James Hunt         | Ronnie Peterson     | James Hunt         | McLaren-Ford               | Watkins Glen      | Raport            |
| 1976        | James Hunt         | James Hunt          | James Hunt         | McLaren-Ford               | Watkins Glen      | Raport            |
| 1975        | Niki Lauda         | Emerson Fittipaldi  | Niki Lauda         | Ferrari                    | Watkins Glen      | Raport            |
| 1974        | Carlos Reutemann   | Carlos Pace         | Carlos Reutemann   | Brabham-Ford               | Watkins Glen      | Raport            |
| 1973        | Ronnie Peterson    | James Hunt          | Ronnie Peterson    | Lotus-Ford                 | Watkins Glen      | Raport            |
| 1972        | Jackie Stewart     | Jackie Stewart      | Jackie Stewart     | Tyrrell-Ford               | Watkins Glen      | Raport            |
| 1971        | Jackie Stewart     | Jacky Ickx          | François Cevert    | Tyrrell-Ford               | Watkins Glen      | Raport            |
| 1970        | Jacky Ickx         | Jacky Ickx          | Emerson Fittipaldi | Lotus-Ford                 | Watkins Glen      | Raport            |
| 1969        | Jochen Rindt       | Jochen Rindt        | Jochen Rindt       | Lotus-Ford                 | Watkins Glen      | Raport            |
| 1968        | Mario Andretti     | Jackie Stewart      | Jackie Stewart     | Matra-Ford                 | Watkins Glen      | Raport            |
| 1967        | Graham Hill        | Graham Hill         | Jim Clark          | Lotus-Ford                 | Watkins Glen      | Raport            |
| 1966        | Jack Brabham       | John Surtees        | Jim Clark          | Lotus-BRM                  | Watkins Glen      | Raport            |
| 1965        | Graham Hill        | Graham Hill         | Graham Hill        | BRM                        | Watkins Glen      | Raport            |
| 1964        | Jim Clark          | Jim Clark           | Graham Hill        | BRM                        | Watkins Glen      | Raport            |
| 1963        | Graham Hill        | Jim Clark           | Graham Hill        | BRM                        | Watkins Glen      | Raport            |
| 1962        | Jim Clark          | Jim Clark           | Jim Clark          | Lotus-Climax               | Watkins Glen      | Raport            |
| 1961        | Jack Brabham       | Jack Brabham        | Innes Ireland      | Lotus-Climax               | Watkins Glen      | Raport            |
| 1960        | Stirling Moss      | Jack Brabham        | Stirling Moss      | Lotus-Climax               | Riverside         | Raport            |
| 1959        | Stirling Moss      | Maurice Trintignant | Bruce McLaren      | Cooper-Climax              | Sebring           | Raport            |
| Surse:      |                    |                     |                    |                            |                   |                   |

### Statistici
Șase piloți au obținut cel puțin câte un hat-trick (pole position, cel mai rapid tur și victorie într-o cursă): Jim Clark în 1962, Graham Hill în 1965, Jochen Rindt în 1969, James Hunt în 1976, Michael Schumacher în 2006 și Sebastian Vettel în 2013.
Piloții și echipele îngroșate concurează în sezonul actual de Formula 1.

### Multipli câștigători
| Victorii | Pilot              | Ani                                |
| -------- | ------------------ | ---------------------------------- |
| 6        | Lewis Hamilton     | 2007, 2012, 2014, 2015, 2016, 2017 |
| 5        | Michael Schumacher | 2000, 2003, 2004, 2005, 2006       |
| 3        | Graham Hill        | 1963, 1964, 1965                   |
| 3        | Jim Clark          | 1962, 1966, 1967                   |
| 3        | Max Verstappen     | 2021, 2022, 2023                   |
| 2        | Jackie Stewart     | 1968, 1972                         |
| 2        | James Hunt         | 1976, 1977                         |
| 2        | Carlos Reutemann   | 1974, 1978                         |
| 2        | Ayrton Senna       | 1990, 1991                         |
| Surse:   |                    |                                    |

| Victorii | Constructor | Ani                                                              |
| -------- | ----------- | ---------------------------------------------------------------- |
| 11       | Ferrari     | 1975, 1978, 1979, 2000, 2002, 2003, 2004, 2005, 2006, 2018, 2024 |
| 8        | Lotus       | 1960, 1961, 1962, 1966, 1967, 1969, 1970, 1973                   |
| 8        | McLaren     | 1976, 1977, 1989, 1990, 1991, 2001, 2007, 2012                   |
| 5        | Mercedes    | 2014, 2015, 2016, 2017, 2019                                     |
| 4        | Red Bull    | 2013, 2021, 2022, 2023                                           |
| 3        | BRM         | 1963, 1964, 1965                                                 |
| 2        | Tyrrell     | 1971, 1972                                                       |
| Surse:   |             |                                                                  |

### Multipli deținători depole position
| Pole-uri | Pilot              | Ani                    |
| -------- | ------------------ | ---------------------- |
| 4        | Michael Schumacher | 2000, 2001, 2002, 2006 |
| 4        | Lewis Hamilton     | 2007, 2016, 2017, 2018 |
| 3        | Graham Hill        | 1963, 1965, 1967       |
| 2        | Stirling Moss      | 1959, 1960             |
| 2        | Jim Clark          | 1962, 1964             |
| 2        | Jack Brabham       | 1961, 1966             |
| 2        | Jackie Stewart     | 1971, 1972             |
| 2        | James Hunt         | 1976, 1977             |
| 2        | Ayrton Senna       | 1989, 1991             |
| 2        | Sebastian Vettel   | 2012, 2013             |
| 2        | Nico Rosberg       | 2014, 2015             |

### Multipli deținători de cel mai rapid tur
| CMRT | Pilot              | Ani                          |
| ---- | ------------------ | ---------------------------- |
| 5    | Sebastian Vettel   | 2012, 2013, 2014, 2016, 2017 |
| 3    | Jim Clark          | 1962, 1963, 1964             |
| 3    | Michael Schumacher | 2003, 2005, 2006             |
| 2    | Jack Brabham       | 1960, 1961                   |
| 2    | Graham Hill        | 1965, 1967                   |
| 2    | Jacky Ickx         | 1970, 1971                   |
| 2    | Jackie Stewart     | 1968, 1972                   |
| 2    | James Hunt         | 1973, 1976                   |
| 2    | Rubens Barrichello | 2002, 2004                   |
| 2    | Lewis Hamilton     | 2018, 2021                   |

## Câștigătorii Marelui Premiu al Statelor Unite (Non-Formula 1)
Câștigătorii edițiilor care nu au făcut parte din Campionatul Mondial de Formula 1.
| An          | Pilot                      | Mașină            | Locație           |                   |
| ----------- | -------------------------- | ----------------- | ----------------- | ----------------- |
| 1958        | Chuck Daigh                | Scarab-Chevrolet  | Riverside         |                   |
| 1957 – 1917 | Nu s-a desfășurat          | Nu s-a desfășurat | Nu s-a desfășurat | Nu s-a desfășurat |
| 1916        | Howdy Wilcox Johnny Aitken | Peugeot           | Santa Monica      |                   |
| 1915        | Dario Resta                | Peugeot           | San Francisco     |                   |
| 1914        | Eddie Pullen               | Mercer            | Santa Monica      |                   |
| 1913        | Nu s-a desfășurat          | Nu s-a desfășurat | Nu s-a desfășurat | Nu s-a desfășurat |
| 1912        | Caleb Bragg                | Fiat              | Milwaukee         |                   |
| 1911        | David Bruce-Brown          | Fiat              | Savannah          |                   |
| 1910        | David Bruce-Brown          | Benz              | Savannah          |                   |
| 1909        | Nu s-a desfășurat          | Nu s-a desfășurat | Nu s-a desfășurat | Nu s-a desfășurat |
| 1908        | Louis Wagner               | Fiat              | Savannah          |                   |